# Melissodes sonorensis
Melissodes sonorensis är en biart som beskrevs av Laberge 1963. Melissodes sonorensis ingår i släktet Melissodes och familjen långtungebin. Inga underarter finns listade i Catalogue of Life.